# Eucyclops procerus
Eucyclops procerus – gatunek widłonoga z rodziny Cyclopidae, nazwa naukowa gatunku została po raz pierwszy opublikowana w 1981 roku przez francuskiego zoologa-limnologa Bernarda Henriego Dussarta.